# 卢布雅克
卢布雅克（法語：Loubejac，法語發音：[lubʒak]）是法国多尔多涅省的一个市镇，属于萨拉拉卡内达区。

## 地理
卢布雅克（44°35'34"N, 1°5'15"E）面积18.55 平方千米，位于法国新阿基坦大区多爾多涅省，该省份为法国西南部内陆省份，是法國本土面积第三大的省，大致对应佩里戈尔地区，北起顺时针与夏朗德省、上维埃纳省、科雷兹省、洛特省、洛特-加龙省、吉倫特省和滨海夏朗德省接壤。
与卢布雅克接壤的市镇（或旧市镇、城区）包括：圣塞尔南德莱尔姆、拉沃尔、卡萨涅、弗赖西内勒热拉、蒙卡布里耶、索沃泰尔拉莱芒斯、佩里戈尔自由城。

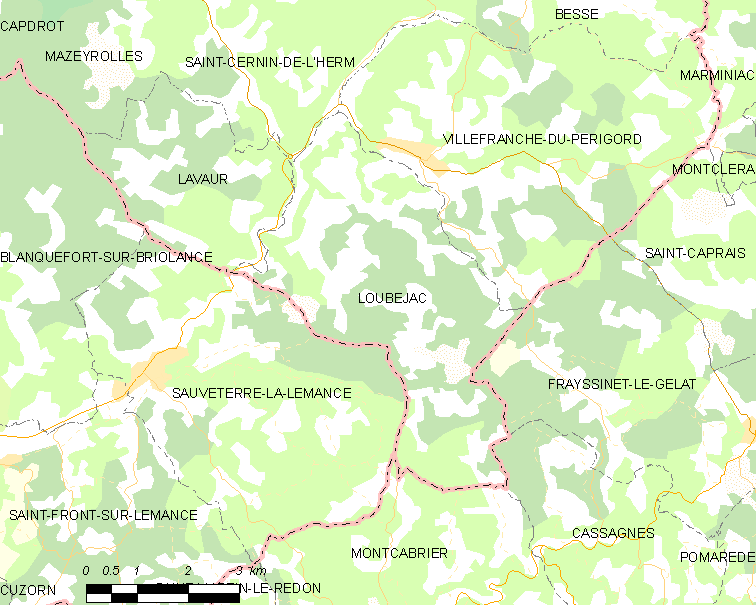
卢布雅克的OSM定位图

卢布雅克的时区为UTC+01:00、UTC+02:00（夏令时）。

## 行政
卢布雅克的邮政编码为24550，INSEE市镇编码为24245。

## 政治
卢布雅克所属的省级选区为多尔多涅河谷县。

## 人口

1962-2008年间卢布雅克人口变化图示

卢布雅克于2022年1月1日时的人口数量为256人。